# 国分胤重
国分 胤重（こくぶん たねしげ）は、日本の鎌倉時代の武士で、御家人である。『吾妻鏡』建長2年（1251年）1月20日条に、征夷大将軍藤原頼嗣が二所に参詣したという記事があり、従った御家人を記す。その後陣の随兵12騎の中に、国分二郎胤重の名がある。これが胤重について唯一確実なことである。

## 陸奥国の国分氏系図にある国分胤重
江戸時代に仙台藩の佐久間義和が編纂した陸奥国の国分氏の系図では、胤重は国分氏第3世の当主とされる。陸奥国の国分氏は南北朝時代から戦国時代末まで宮城郡南部を領したことが確かだが、系図によれば鎌倉時代に国分氏の祖国分胤通が同郡の国分荘を領したのがはじまりだとされる。
その系図によれば胤重の父は国分胤茂、母は平直常の女、弟に茂晴があり、姉妹が2人いてそれぞれ武石泰胤と武藤頼国の妻になった。中村宗長の女を娶って子が5人あり、男子が3人で国分胤光、胤嗣、定光、女子が2人で武石朝胤と小泉秀国に嫁いだ。胤重は次郎と名乗り、官位は従五位下、修理亮。建保6年（1218年）に陸奥の国分に生まれ、文永11年（1274年）2月9日に年57で死んだ。建長3年（1251年）正月に、征夷大将軍藤原頼嗣が二所に参詣したとき、随兵の一人になった。また、5年（1253年）正月に将軍宗尊親王の近侍になったという。
しかし、そもそも胤通が宮城郡を領有したことを疑う説があり、領有までは認めても胤通以下の惣領家が移住したとは考えない説もある。その場合、胤重を陸奥国の人物として描く血縁関係はすべて創作ということになる。胤通の移住を肯定的にみる説でも、系図に信頼をおいているわけではないので、やはり詳しい事績が系図編纂中に作られたという可能性は否定できない。